# Collegio uninominale Emilia-Romagna - 07 (Camera dei deputati 2020)
Il collegio elettorale uninominale Emilia-Romagna - 07 è un collegio elettorale uninominale della Repubblica Italiana per l'elezione della Camera dei deputati.

## Territorio
Come previsto dalla legge n. 51 del 27 maggio 2019, il collegio è stato definito tramite decreto legislativo all'interno della circoscrizione Emilia-Romagna.
È formato dal territorio di 22 comuni della città metropolitana di Bologna: Anzola dell'Emilia, Argelato, Baricella, Bentivoglio, Budrio, Calderara di Reno, Castel Maggiore, Castello d'Argile, Castenaso, Crevalcore, Galliera, Granarolo dell'Emilia, Malalbergo, Medicina, Minerbio, Molinella, Pieve di Cento, Sala Bolognese, San Giorgio di Piano, San Giovanni in Persiceto, San Pietro in Casale e Sant'Agata Bolognese e di 12 comuni della provincia di Modena: Camposanto, Carpi, Cavezzo, Concordia sulla Secchia, Finale Emilia, Medolla, Mirandola, Novi di Modena, San Felice sul Panaro, San Possidonio, San Prospero e Soliera.
Il collegio è parte del collegio plurinominale Emilia-Romagna - 02.

## Eletti
| Elezione | Elezione | Deputato        | Partito             |
| -------- | -------- | --------------- | ------------------- |
|          | 2022     | Andrea De Maria | Partito Democratico |

## Dati elettorali

### XIX legislatura
Come previsto dalla legge elettorale, 147 deputati sono eletti con sistema a maggioranza relativa in altrettanti collegi uninominali a turno unico.
| Candidati                                 | Candidati                 | Voti    | %     | Liste                                                | Voti    | %     |
| ----------------------------------------- | ------------------------- | ------- | ----- | ---------------------------------------------------- | ------- | ----- |
|                                           | Andrea De Maria ✔️ Eletto | 89 759  | 37,82 | Partito Democratico-IDP                              | 72 861  | 30,70 |
| Alleanza Verdi e Sinistra                 | Andrea De Maria ✔️ Eletto | 89 759  | 37,82 | 9 175                                                | 3,87    |       |
| +Europa                                   | Andrea De Maria ✔️ Eletto | 89 759  | 37,82 | 6 837                                                | 2,88    |       |
| Impegno Civico - Centro Democratico       | Andrea De Maria ✔️ Eletto | 89 759  | 37,82 | 886                                                  | 0,37    |       |
|                                           | Giuseppe Galati           | 87 791  | 36,99 | Fratelli d'Italia                                    | 56 954  | 24,00 |
| Lega per Salvini Premier                  | Giuseppe Galati           | 87 791  | 36,99 | 17 380                                               | 7,32    |       |
| Forza Italia                              | Giuseppe Galati           | 87 791  | 36,99 | 12 296                                               | 5,18    |       |
| Noi moderati/Lupi - Toti - Brugnaro - UDC | Giuseppe Galati           | 87 791  | 36,99 | 1 161                                                | 0,49    |       |
|                                           | Mattia Veronesi           | 25 012  | 10,54 | Movimento 5 Stelle                                   | 25 012  | 10,54 |
|                                           | Giampiero Veronesi        | 19 088  | 8,04  | Azione - Italia Viva - Calenda                       | 19 088  | 8,04  |
|                                           | Stefano Chiesi Mazzanti   | 4 613   | 1,94  | Italexit                                             | 4 613   | 1,94  |
|                                           | Marco Domenico Rogato     | 3 418   | 1,44  | Italia Sovrana e Popolare                            | 3 418   | 1,44  |
|                                           | Elena Govoni              | 3 273   | 1,38  | Unione Popolare                                      | 3 273   | 1,38  |
|                                           | Elisa Bussetti            | 2 521   | 1,06  | Vita                                                 | 2 521   | 1,06  |
|                                           | Antonino D'Eugenio        | 1 663   | 0,70  | Partito Animalista Italiano – UCDL – 10 Volte Meglio | 1 663   | 0,70  |
|                                           | Manuela Zoli              | 214     | 0,09  | Noi di Centro – Europeisti                           | 214     | 0,09  |
| Totale                                    | Totale                    | 237 352 | 100   |                                                      | 237 352 | 100   |
|                                           |                           |         |       |                                                      |         |       |
| Schede bianche                            | Schede bianche            | 3 537   | 1,43  |                                                      |         |       |
| Schede nulle                              | Schede nulle              | 6 221   | 2,52  |                                                      |         |       |
| Votanti                                   | Votanti                   | 247 110 | 74,09 |                                                      |         |       |
| Elettori                                  | Elettori                  | 333 545 |       |                                                      |         |       |